# Chválov (Nechvalice)
Chválov je malá vesnice, část obce Nechvalice v okrese Příbram ve Středočeském kraji. Nachází se asi 4,5 kilometru jihovýchodně od Nechvalic. Vesnicí protéká Slabá. Je zde evidováno 17 adres. V roce 2011 zde trvale žilo 24 obyvatel.
Chválov je také název katastrálního území o rozloze 6,17 km². V katastrálním území Chválov leží i Březí a Vratkov.

## Historie
První písemná zmínka o vesnici pochází z roku 1291.

## Obyvatelstvo
| Rok            | 1869 | 1880 | 1890 | 1900 | 1910 | 1921 | 1930 | 1950 | 1961 | 1970 | 1980 | 1991 | 2001 | 2011 | 2021 |
| -------------- | ---- | ---- | ---- | ---- | ---- | ---- | ---- | ---- | ---- | ---- | ---- | ---- | ---- | ---- | ---- |
| Počet obyvatel | 194  | 221  | 88   | 92   | 83   | 87   | 73   | 55   | 64   | 41   | 38   | 40   | 30   | 24   | 31   |
| Počet domů     | 18   | 23   | 18   | 12   | 12   | 12   | 11   | 16   | 38   | 11   | 10   | 12   | 12   | 12   | 13   |

## Obecní správa
Při sčítání lidu v letech 1850–1929 Chválov byl osadou obce Ředice v okrese Sedlčany. V letech 1930–1975 byl samostatnou obcí, se kterým patřil nejprve do okresu Sedlčany, ale od roku 1960 v okrese Příbram. Od 1. ledna 1976 je částí obce Nechvalice v okrese Příbram. V letech 1930–1975 k obci patřily Březí a Vratkov.